# Ara (Huesca)
Ara es una localidad española perteneciente al municipio de Jaca, en la Jacetania, provincia de Huesca, Aragón. Fue un municipio independiente hasta su incorporación a Navasa, en 1941, luego a Guasa, en 1964, y, posteriormente, desde 1966 a Jaca. 
Su población en 1857 era de 279 habitantes, 248 en 1900, 63 habitantes en 1991, 55 en 1999, 61 habitantes en 2003 y  46 habitantes en 2017.

## Geografía
El lugar de Ara está situado a 936 metros de altitud y a una distancia por carretera de 17 km respecto a Jaca y de 69 km de la capital, Huesca.

## Historia
En 1086 Sancho Ramírez, rey de Aragón y de Pamplona, y su hermano el obispo de Aragón y de Pamplona, García Ramírez donaron a la catedral de Jaca los derechos de su iglesia.
Ha pertenecido a la Val de Abena junto con otros pueblos cercanos como Abena, Binué y Artaso, así como las pardinas de Ayés y Lasiella. En 1242 el señor del valle era un noble bearnés, Augerio de Olorón, que donó todas las villas al monasterio cisterciense de Santa María la Real de la Oliva (Carcastillo, Navarra) para que fuera erigida una nueva fundación en Ara, dedicada a la Virgen de la Gloria, «lo que era dado en llama "la honor de Bardavena"».
En 1460, al abandonar el monasterio los monjes, mediante permuta, lo pasaron al Hospital de Santa Cristina de Somport. Por esta fechas, en 1495, estos lugares daban muestras de despoblamiento: Abena con 10 fuegos, Ara con 18 fuegos y Binué con 6, Artaso con 1 y Ayés con 2.
A comienzos del siglo XVII pasa a los dominicos de Jaca. A finales del siglo XVIII, todo el valle estaba de nuevo en manos de la corona real española.

## Demografía
| Gráfica de evolución demográfica de Ara entre 1842 y 1940 |
| |
| Población de derecho según los censos de población del INE Población de hecho según los censos de población del INEEntre el censo de 1950 y el anterior, este municipio desaparece porque se integra en el municipio Navasa |

## Monumentos
- Iglesia de la Adoración de los Reyes Magos de Ara, de 1575 sobre restos del siglo XI.[4]
- Ermita de la Virgen de la Gloria (desaparecida), con un cementerio, recuerdo de su época cisterciense.

## Fiestas
- 14 de setiembre.[4]